# Narsarsuaq

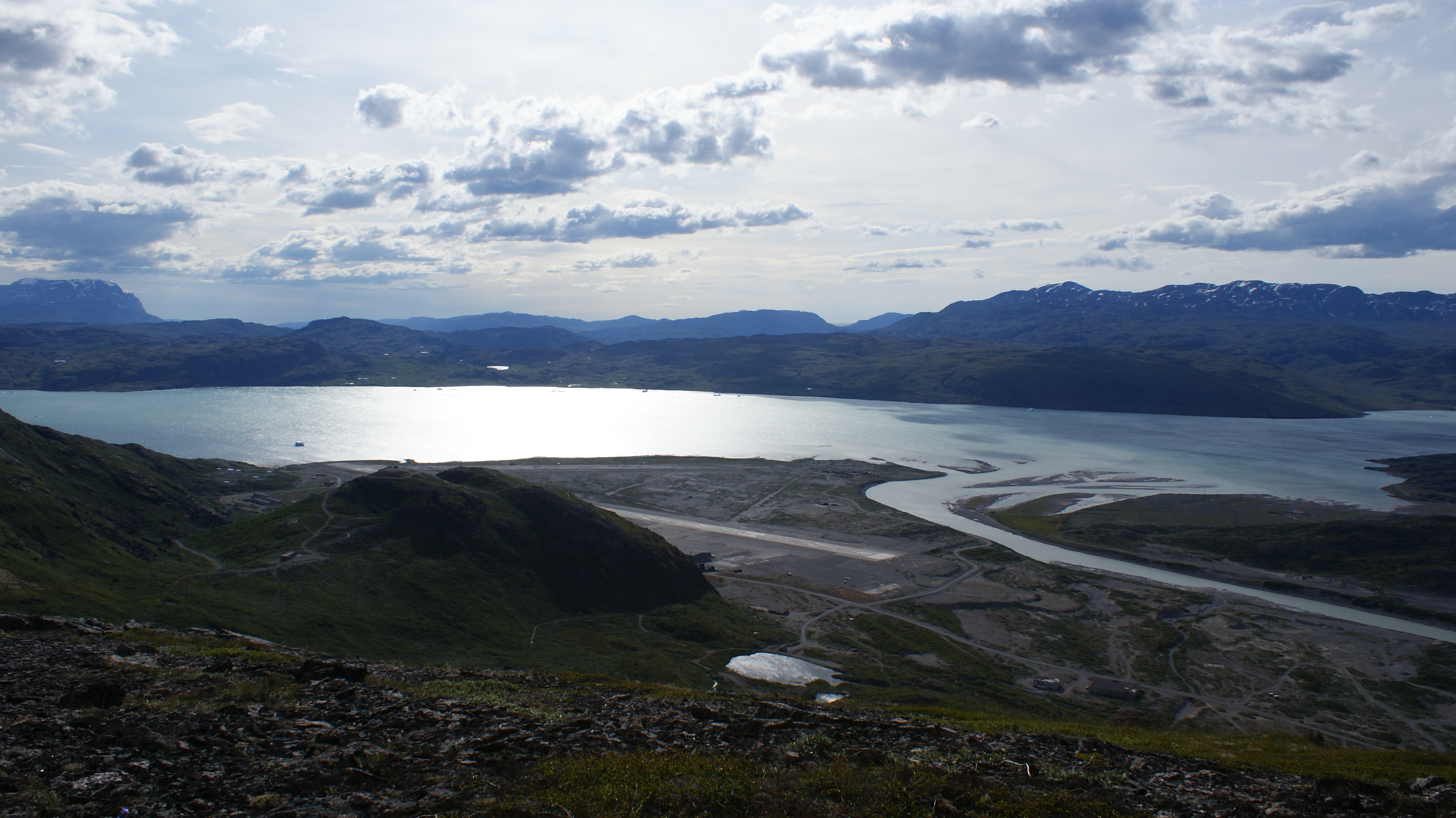
Aeroporto de Narsarsuaq e o Fiorde Tunulliarfik.

Narsarsuaq (ortografia antiga: Narssarssuaq) é um assentamento no município de Kujalleq, sul da Gronelândia. Tinha 158 habitantes em 2010. O turismo é comum em torno de Narsarsuaq, cujas atrações incluem uma grande diversidade de vida selvagem, pedras preciosas, passeios por glaciares, etc. O nome da localidade significa "Grande Planície" em gronelandês.

## Transporte
O Aeroporto de Narsarsuaq serve como a pista principal no sudoeste da Gronelândia com voos internacionais para a Islândia, operados pela Air Iceland e para a Dinamarca, operados pela Jet Time. Também faz voos domésticos para outras localidades no sul da Gronelândia, operados pela Air Greenland.

## População
A população do assentamento está estreitamente ligada à dinâmica do tráfego do aeroporto local.

## Clima
Narsarsuaq apresenta um clima subpolar, ao contrário de muitas outras localidades da Gronelândia. Os verões são mais quente em Narsarsuaq que noutras localidades da Gronelândia. Narsarsuaq é extremamente húmido com muitas tempestades atigindo a vila durante todo o ano.

## Ver também

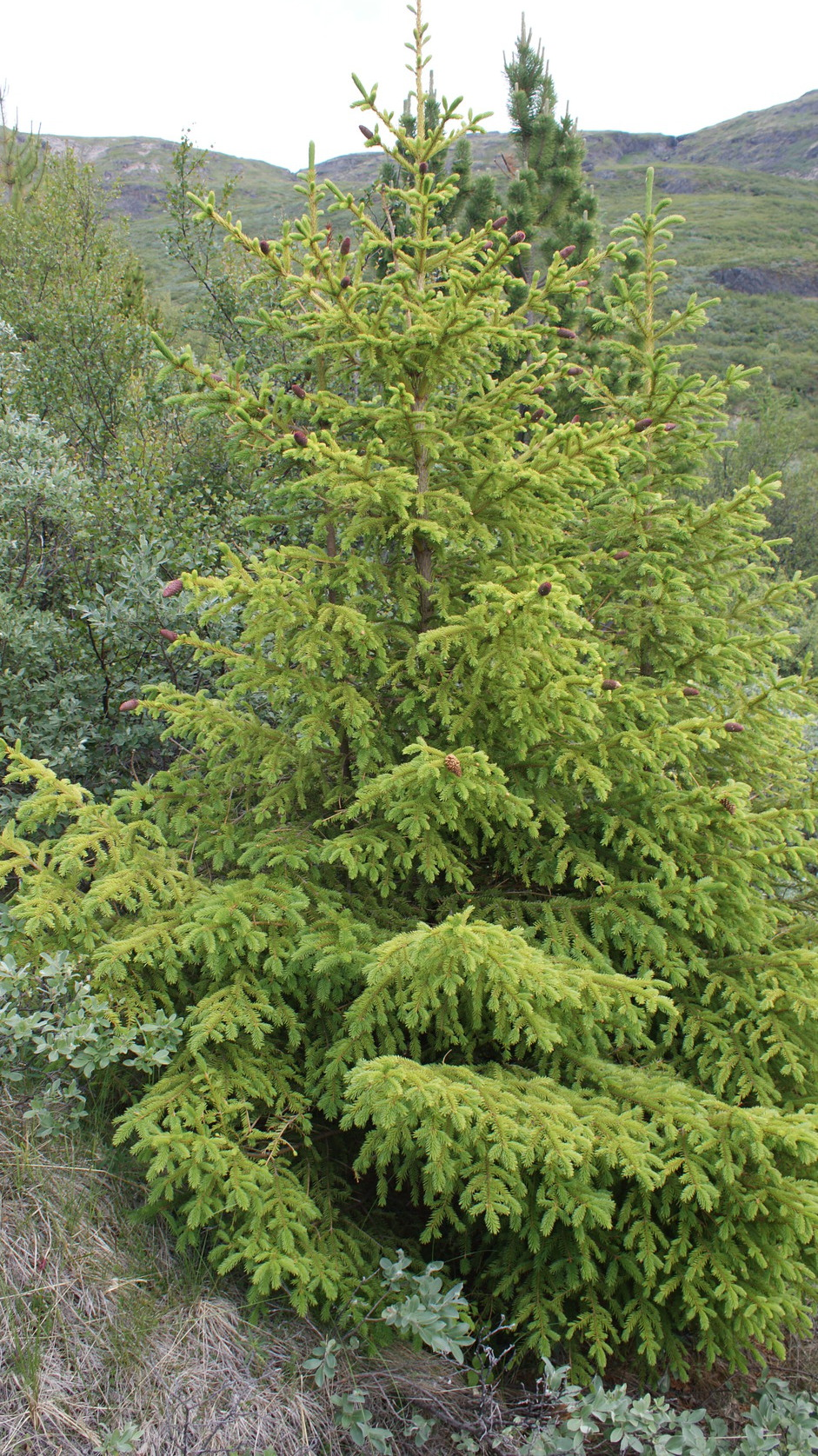
Árvores da Gronelândia